# Еллен Ріплі
Еллен Луїза Ріплі (англ. Ellen Louise Ripley, нар. 7 січня 2092, Місяць, Земля; †12 серпня 2179, Фіоріна «Ф'юрі» 161, Нероїд; відроджена біля 2379) — головна героїня франшизи про Чужого.
Революційний для жанру жіночий типаж у кіно, в 2003 році поставлена Американським кіноінститутом восьмою в списку найвизначніших протагоністів американських фільмів.
У новелізації Алекса Рівенджа (Гліба Кирєєва) її звуть Елен Ріплі Скотт (на честь режисера Рідлі Скотта). На додаткових матеріалах до DVD квадрилогії Чужих її ім'я Ellen L. Ripley.

## Біографія
Народилася 7 січня 2092 в місті Олімпія, Місяць (реєстр. номер при народженні — 759/L2-01N).
24 червня 2112 народила дочку Аманду Ріплі. Про батька нічого не відомо, але у Алана Діна Фостера, який написав романи за сценаріями перших трьох частин, у другій частині, Ріплі, плачучи над фотографією дорослої Аманди, вона побіжно згадує, що колись пережила розлучення.

## Кар'єра
25 травня 2115 Ріплі закінчила Евансбрукську Академію з найкращими результатами в класі, демонструючи здібності до етики, законодавства та соціальних справ. Після цього 1 червня вона завербувалася в навчальну програму для офіцерів від корпорації Вейланд-Ютані, звану «за обрій». Знання законодавства дозволило їй 16 жовтня успішно вирішити проблему з заручниками на човні «Еребус», що належав тій же Вейланд-Ютані. Було врятовано 49 життів, а 8 терористам винесено вирок.
21 грудня 2116 Ріплі з відзнакою закінчила програму «за обрій», і 2 січня 2117 призначена молодшим Уоррент-офіцером на вантажне судно «КККСШ Курц». Потім 1 грудня її знову ж таки як Уоррент-офіцера перевели на вантажне судно Вейланд-Ютані «КККСШ Сефора». 6 листопада 2119 переведена на інше вантажне судно Вейланд-Ютані «КККСШ Сотілло». 10 серпня 2120 Еллен Ріплі (реєстр. номер W5645022460H) приєдналася до команди «КККСШ Ностромо» по дорозі на Тедус. 12 червня 2121 «Ностромо» покинув Тедус з 20 000 000 тоннами мінеральної руди і попрямував до Землі.

## «Чужий»
3 липня 2122 року «КККСШ Ностромо» перехопив сигнал, який здавався проханням про допомогу і виходив з планетоїда, позначеного як LV-426, система Зета II ретикуло. Капітан Даллас, виконавчий офіцер Кейн і навігатор Ламберт досліджували покинутий там інопланетний корабель, у якому знайшли скам'янілі останки невідомого інопланетного організму і тисячі яєць ксеноморфів. Одна з ксеноморфних личинок («лицехват») прикріпилась до обличчя Кейна і відклала в його тіло ембріон, який потім народився, убивши носія. Новонароджений («грудолом») виріс до 2,10 метрів у висоту і вбив капітана Далласа і помічника інженера Бретта. Тим часом Ріплі дізналася, що Вейланд-Ютані хоче отримати зразок Чужого, не рахуючись з життями екіпажу «Ностромо». Це підтвердив науковий офіцер Еш, який виявився андроїдом моделі 120-A / 2 виробництва корпорації «Хайпердайн Системз». Його завданням було захищати чужорідний організм. Головний інженер Паркер привів Еша в нефункціональній стан у момент, коли той намагався вбити Ріплі. Після чого Паркер і Ламберт загинули під час підготовки до евакуації з «Ностромо». Ріплі встановила корабель на самознищення і покинула його на рятувальному шаттлі «Нарцис» разом з корабельним котом містером Джонсом. Чужий також врятувався від вибуху в шатлі, але Ріплі знизила у шатлі тиск і викинула його через шлюз у відкритий космос. Ріплі надиктувала на записуючий пристрій спеціальне повідомлення і занурила себе і Джонсі в гіперсон. Це було 6 липня.
Через місяць, приблизно в серпні, на «Нарцисі» сигнальний маяк дав збій і перестав посилати сигнали лиха. Сам «Нарцис» тим часом досяг межі Зовнішніх Світів.

## «Чужі»
23 грудня 2177 дочка Еллен Аманда Ріплі-Маккларен у віці 66 років помирає від раку.
Приблизно 16 травня 2179 човник «Нарцис» був виявлений командою рятувальників. 8 червня Ріплі перевезли на станцію «Гейтуей» і помістили в госпіталь, де вона пізніше дізналася, що проспала у гіперсні 57 років. 12 червня Ріплі виписали зі шпиталю, і в той же день відбулося судове засідання, що розслідує причини загибелі «Ностромо». Але очевидно, що його рейс тоді 57 років тому був засекречений і сучасне керівництво «Вейланд-Ютані» нічого про нього не знало. Розповідь про Чужого було повністю проігноровано, а льотну ліцензію Ріплі — анульовано. У той же час Компанія не висунула Ріплі ніяких звинувачень, виділила їй крихітну квартирку на все тій же «Гейтуей» і призначила на посаду вантажника у вантажних доках. Паралельно з'ясувалося, що планета LV-426 (тепер звана Ахерон) вже давно заселена. Десь у 2157 там заснували колонію «Надія Хадлі».
3 липня Колоніальна Адміністрація втратила зв'язок з колонією. Через три дні 6 липня Ріплі під вмовляннями представника «Вейланд-Ютані» Картера Берка неохоче погодилася супроводжувати його і загін морських піхотинців 2-го Батальйону 9-го полку на LV-426, щоб дослідити ситуацію.
27 липня вони прибули до планети і на десантному шатлі спустилися на поверхню. Коли вони потрапили в колонію, стало ясно, що їх допомога запізнилася. Вся колонія була наповнена Чужими. Єдиним залишилися в живих колоністом була шестирічна дівчинка Ньют. Спочатку вона перебувала в стані сильного шоку й не хотіла йти з дорослими ні на який контакт, але Ріплі, яка краще за інших розбиралася в дитячій психології, зуміла змусити її говорити. По ходу дії Ріплі все більше прив'язувалася до Ньют, тому що та нагадувала її дочка Аманду. Тим часом з'ясувалося, що всі інші колоністи були або вбиті, або замотані в кокони для виношування ембріонів. Так само паралельно з'ясувалася ще одна неприємна правда. Виявляється, на відміну від глав компанії, Картер Берк повірив у розповідь Ріплі про Чужого і послав у колонію відповідні координати.
Загинула в 2179 на планеті Фіоріна 161, намагаючись запобігти потраплянню королеви «чужих» в руки до військових з Вейланд-Ютані (див. «Чужий ³»).
Все ж, у четвертому фільмі «Чужий 4: Воскресіння» виявляється, що військові та вчені Компанії отримали залишки ДНК Ріплі, що дозволило зробити її клон на момент перед загибеллю (разом з «чужим»).